# Arctosa kassenjea
Arctosa kassenjea är en spindelart som först beskrevs av Embrik Strand 1913.  Arctosa kassenjea ingår i släktet Arctosa och familjen vargspindlar. Inga underarter finns listade i Catalogue of Life.